# 리디아 데이비스
리디아 데이비스(Lydia Davis, 1947년 7월 15일 ~ )는 미국의 작가이다. 2013년 국제 부커상을 수상하였다.